# Dawidy Bankowe
Dawidy Bankowe – wieś sołecka w Polsce położona w województwie mazowieckim, w powiecie pruszkowskim, w gminie Raszyn.
W latach 1975–1998 miejscowość administracyjnie należała do województwa warszawskiego. Wieś ma charakter typowo rolniczy. 
W miejscowości dominuje zabudowa jednorodzinna. Występuje również skupisko zabudowy wielorodzinnej.
We wsi działa Uczniowski Klub Sportowy Łady. Na terenie wsi funkcjonuje zakład farmaceutyczny P.P.U.H „Augmed” – wytwarzający leki galenowe.

## Parafia
12 czerwca 2001 roku kardynał Józef Glemp erygował parafię Świętego Mateusza Ewangelisty. Została ona zlokalizowana przy ul. Miklaszewskiego 98 w pobliżu granicy wsi Łady. 
W skład parafii wchodzą następujące miejscowości: Dawidy, Łady, Podolszyn Nowy, Podolszyn, Dawidy Bankowe i Zamienie. W 2011 liczyła 1850 parafian. W lipcu 2010 rozpoczęto wznoszenie nowego kościoła.

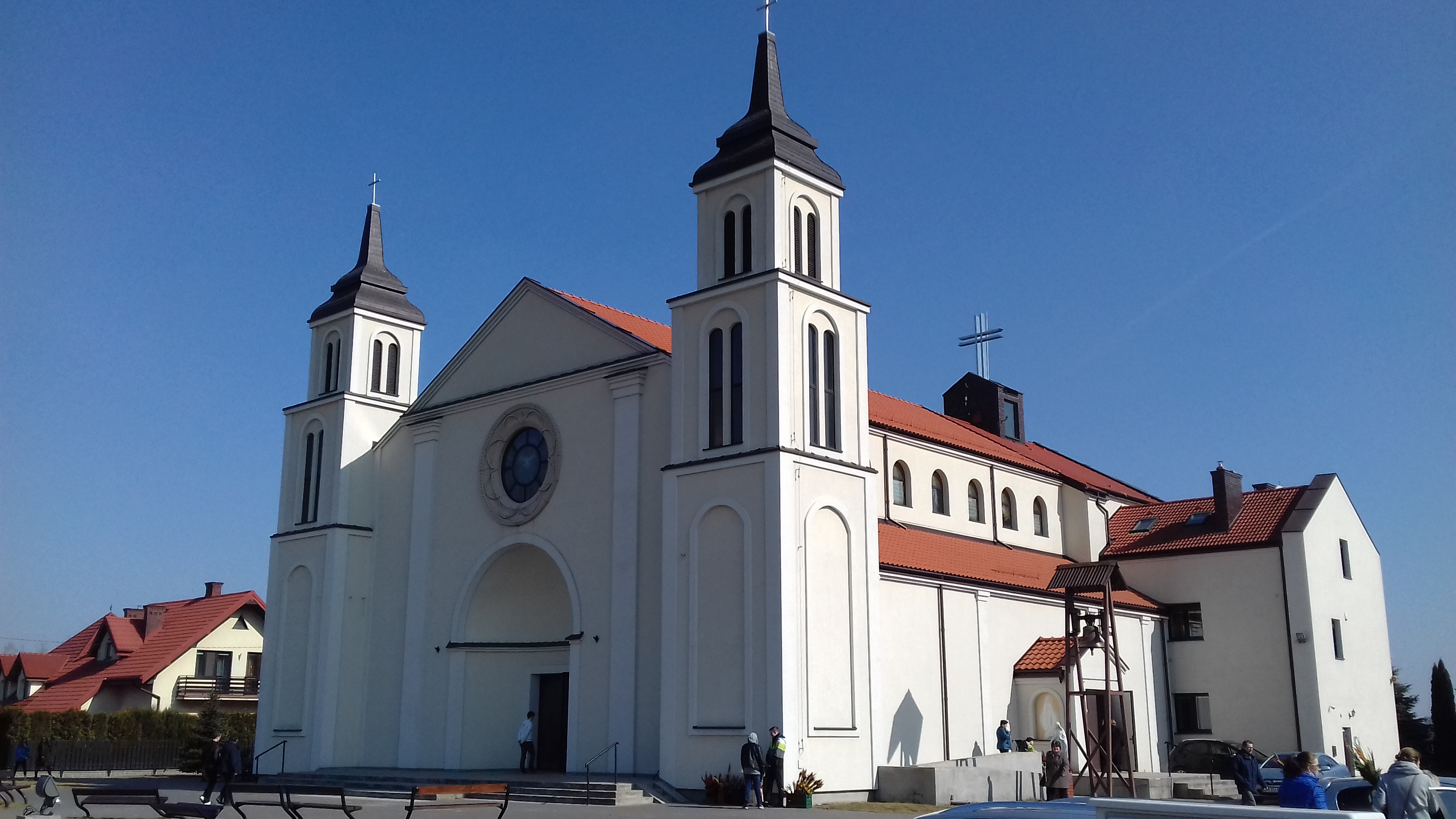
Kościół św. Mateusza Ewangelisty

## Użytkowanie terenu
Miejscowość zajmuje obszar 320,03 ha, w tym:
- 271,35 ha użytki rolne,
- 31,82 ha grunty zabudowane i zurbanizowane,
- 10,74 ha grunty pod wodami,
- 4,7 ha nieużytki i tereny różne,
- 1,42 ha grunty zadrzewione i zakrzewione[7].

## Infrastruktura

### Transport
We wsi znajdują się przystanki autobusowe dla 2 podmiejskich linii autobusowych Warszawskiego Transportu Publicznego 715 oraz 809 łączących Dawidy Bankowe z Warszawą.
W pobliżu miejscowości przebiega linia kolejowa relacji Warszawa – Piaseczno – Radom. Najbliższe przystanki kolejowe (ok. 2 km): Warszawa Jeziorki i Warszawa Dawidy.

## Dawidy Bankowe w popkulturze
W swojej twórczości, do Dawid Bankowych („Elegancja Francja Dawidy Bankowe”), w szczególności do nieistniejącej już dyskoteki „Iguana” („Spotkałem ją na Iguana disco w Dawidach”) nawiązywał polski muzyk i twórca internetowy, Bartosz Walaszek.